# Konrad Krajewski
Konrad Krajewski (Łódź, 25. studenoga 1963.) poljski je kardinal Katoličke Crkve koji služi kao prvi prefekt Dikasterija za službu milosrđa.
Krajewski je služio kao papin glavni ceremonijar od 1998. do 2013. godine. Godine 2013. imenovan je papinskim milostinjarom da koordinira karitativne brige pape Franje koji vodi Ured papinskih dobrotvornih ustanova, koji je apostolskom konstitucijom Praedicate evangelium u lipnju 2022. uzdignut u Dikasterij za službu milosrđa.
Papa Franjo ga je 28. lipnja 2018. imenovao kardinalom, dodijelivši mu naslovnu crkvu Santa Maria Immacolata all'Esquilino.